# Studio City
Studio City és un districte de 10,3 km² situat a San Fernando Valley dins la ciutat de Los Angeles, a Califòrnia.
Studio City deu el seu nom a Mack Sennett qui durant els anys 20 va portar els seus estudis cinematogràfics, Mack Sennett Studios, a aquesta barriada de Los Angeles. Posteriorment, aquests estudis serien reanomenats com Republic Pictures Studio, MTM Enterprises Studios i CBS Studio Center.
El districte compta amb la biblioteca pública de Los Angeles i també és conegut perquè cada diumenge, a Ventura Place, s'hi celebra un tradicional mercat de grangers.
El setembre del 2004, Britney Spears va contraure matrimoni amb Kevin Federline en una residència privada de Studio City. Altres anècdotes, són que Bonnie Lee Bakley, dona de l'actor Robert Blake, va ser trobada morta prop de Vitello's Restaurant, a Tujunga Avenue, el maig del 2001 després de ser agredida Arxivat 2006-06-17 a Wayback Machine..
El 4 de març del 1952, l'actor i ex-president dels EUA, Ronald Reagan, va contraure matrimoni amb Nancy Davis també a Studio City Arxivat 2007-03-12 a Wayback Machine..

## Població
Segons l'almanac de San Fernando Valley Arxivat 2009-02-08 a Wayback Machine. de l'any 2000, Studio City tenia 25.841 habitants i 13.086 cases. El preu mitja d'una casa és de 464.000 US$. La població és un 84% blanca, amb un 8% d'hispans, un 5% d'asiàtics i un 3% d'afro-americans.
Als anys 50, Studio City va ser un lloc de residència per a una important població que professava el judaisme i que encara manté la seva presència a la zona. Igualment, la zona és coneguda per una reputada qualitat gastronòmica i per la quantitat d'estrelles del món del cinema i la televisió que hi resideixen.

## Punts d'interès
- CBS Studio Center
- Ventura/Laurel Canyon shopping districts
- Fryman Canyon Park
- Los Angeles River walk
- Exterior of Brady Bunch house

## Residents famosos a Studio City
- P.T. Anderson
- Alex Trebek
- William Shatner Arxivat 2006-05-20 a Wayback Machine.
- Steve Carell
- Jason Alexander
- Ed Begley
- Ed Asner